# Список втрат у боях на курському напрямку (2024)
У статті наведено поіменні втрати в боях за Курську область (з 6 серпня 2024 року). 

## Поіменний перелік

### Україна

#### Серпень 2024
1. 6 серпня 2024 року в районі с. Басівка Сумської області під час виконання бойового завдання загинув Барановський Микола Миколайович — солдат, розвідник[1].
2. 6 серпня 2024 року в районі с. Басівка Сумської області під час виконання бойового завдання загинув Олександр Базалицький, ДШВ[2].
3. 6 серпня 2024 року поблизу н. п. Басівка Сумської області загинув Олександр Марченко, ДШВ. Мобілізований у травні 2024 року[2].
4. 6 серпня 2024 року в районі с. Журавка Сумської області під час контрнаступальної операції загинув Павленко Халід Абдель Рахман — молодший сержант, командир взводу штурмової роти[1].
5. 7 серпня 2024 року в районі с. Свердликово Суджанського району Курської області РФ загинув Захарчук Олег Олексійович — солдат, старший водій десантно-штурмового батальйону[3].
6. 7 серпня 2024 року в районі с. Свердликово Суджанського району Курської області РФ загинув Роговий Тарас Анатолійович — солдат, стрілець-помічник гранатометника десантно-штурмового відділення[3].
7. 7 серпня 2024 року в районі с. Юнаківка Сумської області загинув Кушніров Олександр Сергійович — стрілець відділення спеціалізованого штурмового батальйону «Шквал»[1].
8. 7 серпня 2024 року в районі с. Юнаківка Сумської області загинув Тімофєєв Єлізар Федорович[1].
9. 7 серпня 2024 року внаслідок поранень, отриманих під час виконання бойового завдання в с. Юнаківка Сумської області, загинув Антон Красноруцький — помічник гранатометника стрілецького спеціалізованого батальйону "Шквал"[2].
10. 7 серпня 2024 року в районі н. п. Новоіванівка Глушковського району Курської області РФ загинув Щербань Ігор Анатолійович — солдат, помічник гранатометника десантно-штурмового відділення[1].
11. 7 серпня 2024 року в районі н. п. Дар’їно Курської області загинув Кондур Тарас, 103 БрТрО.
12. 7 серпня 2024 року в районі с. Журавка Сумського району Сумської області під час мінометного обстрілу загинув Олександр Сирота[2].
13. 7 серпня 2024 року у районі Нижнього Клину Курської області загинув Руслан Шевелюк — номер обслуги артилерійського розрахунку 82 ОДШБр[2].
14. 9 серпня 2024 року в районі с. Журавка Сумського району Сумської області загинув Сирота Микола Васильович — солдат, стрілець-помічник гранатометника спеціалізованого штурмового батальйону «Шквал»[1].
15. 9 серпня 2024 року поблизу н. п. Кияниця Сумського району Сумської області загинув Віктор Хижняк[2].
16. 11 серпня 2024 року в районі с. Журавка Сумської області загинув Будовський Сергій Сергійович — сержант, радіотелефоніст спеціалізованого взводу[1].
17. 11 серпня 2024 року в районі с. Журавка Сумської області внаслідок підриву на міні загинув Росляков Олександр Олександрович — молодший сержант, командир відділення спеціалізованого штурмового батальйону «Шквал»[1].
18. 11 серпня 2024 року в районі с. Крем’яне Кореневського району Курської області РФ загинув Каленіченко Сергій Вікторович[1].
19. 11 серпня 2024 року в районі с. Мартинівка Суджанського району Курської області РФ загинув Силка Віталій Миколайович — солдат, стрілець-помічник гранатометника десантно-штурмового батальйону[1].
20. 11 серпня 2024 року поблизу н. п. Леонідово Курської області загинув Кісільов Руслан[4].
21. 11 серпня 2024 року в Курській області загинув Роман Свергун[5].
22. 12 серпня 2024 року в Курській області загинув Іван Алєйник, ДШВ[2].
23. 12 серпня 2024 року поблизу н. п. Черкаське Порічне Суджанського району загинув Сергій Старжинський, ДШВ[6].
24. 13 серпня 2024 року в районі с. Коренево Курської області загинув Стеценко Владислав Сергійович — молодший сержант, командир відділення спеціалізованого штурмового батальйону «Шквал»[3].
25. 13 серпня 2024 року в районі с. Ольгівка Кореневського району Курської області РФ загинув Шпідько Олег Анатолійович[3].
26. 13 серпня 2024 року поблизу н. п. Погребки Курської області загинув Северенчук Ігор[7].
27. 13 серпня 2024 року у Суджанському районі Курської області загинув Шарипін Кирило[8].
28. 13 серпня 2024 року в районі н. п. Ольгіно загинув Микола Соломянюк — стрілець-санітар спеціалізованого штурмового батальйону «Шквал»[9].
29. 14 серпня 2024 року в районі с. Коренево Кореневського району Курської області внаслідок мінометного обстрілу загинув Гамов Дмитро Олександрович — солдат, стрілець-санітар спеціалізованого штурмового батальйону «Шквал»[3].
30. 14 серпня 2024 року біля н. п. Зелений Шлях Суджанського району Курської області внаслідок удару ворожого FPV-дрону загинув Антонюк Ярослав — солдат, старший механік-водій механізованого відділення механізованого взводу механізованої роти 22 ОМБр[10].
31. 14 серпня 2024 року на території Курської області РФ загинув солдат Палій Сергій Олександрович[1].
32. 14 серпня 2024 року в районі н. п. Погребки Суджанського району Курської області загинув Курочка Святослав — командир відділення обчислення артилерійського дивізіону[11].
33. 15 серпня 2024 року в районі с. Могриця Сумської області внаслідок ракетного обстрілу загинув Мартиненко Денис Миколайович[1].
34. 15 серпня 2024 року в районі с. Могриця Сумської області внаслідок ракетного обстрілу загинув Валентин Фесенко[2].
35. 15 серпня 2024 року в районі с. Могриця Сумської області внаслідок ракетного обстрілу загинув Богдан Сагіров[2].
36. 15 серпня 2024 року в Курській області загинув Сергій Гугало — командир взводу 2-го кулеметного взводу 2-ї штурмової спеціалізованої роти «Шквал» військової частини А7400[2].
37. 16 серпня 2024 року в районі с. Ольгівка Кореневського району Курської області РФ загинув Коваленко Віталій Сергійович — солдат, стрілець спеціалізованого штурмового батальйону «Шквал»[12].
38. 16 серпня 2024 року в районі с. Ольгівка Кореневського району Курської області РФ загинув Наріжний Руслан Анатолійович — молодший сержант, стрілець спеціалізованого штурмового батальйону «Шквал»[3].
39. 16 серпня 2024 року на території Курської області загинув Шостакевич Роман Вячеславович — солдат[13].
40. 16 серпня 2024 року на території Курської області загинув Федорів Олег[14].
41. 16 ceрпня 2024 року поблизу н. п. Вiкторiвкa у Корeнeвcькому рaйонi Курcької облacтi зaгинув Ковaльcький Iвaн Михaйлович[15].
42. 16 серпня 2024 року на Сумщині загинув Роман Нечепоренко — майстер-сержант[9].
43. 19 серпня 2024 року в районі н. п. Вишнівка Кореневського району Курської області загинув Гнида Зіновій[16].
44. 19 серпня 2024 року поблизу н. п. Снагость Курської області загинув Ришко Мар‘ян[17].
45. 19 серпня 2024 року біля н. п. Снагость Курської області загинув Сачук Вадим Петрович[18].
46. 19 серпня 2024 року в с. Шептухівка Коренівського району Курської області загинув Пашківський Олександр Андрійович — навідник десантно-штурмового відділення, 82 ОДШБр[19].
47. 20 серпня 2024 року внаслідок мінометно-артилерійського обстрілу загинув Ільїн Олександр Сергійович — солдат, водій механізованого взводу[12].
48. 21 серпня 2024 року на території Курської області загинув Володимир Харуто — солдат[20].
49. 21 серпня 2024 року внаслідок мінометного обстрілу Ольгівки Курської області загинув Анатолій Одиноченко[9].
50. 22 серпня 2024 року внаслідок мінометно-артилерійського обстрілу в районі виконання завдань за призначенням на північно-східному напрямку загинув Медяник Віктор Вікторович — солдат, старший стрілець[3].
51. 22 серпня 2024 року під час виконання бойового завдання на північно-східному напрямку загинув Панькович Сергій — солдат[21].
52. 22 серпня 2024 року у боях поблизу населеного пункту Каучук загинув Максим Мудрий[22].
53. 22 серпня 2024 року поблизу селище Нечаїв Курської області загинув Олександр Ягожа. Мобілізований у травні 2024 року[9].
54. 24 серпня 2024 року під час виконання бойового завдання на північно-східному напрямку загинув Сердюк Олександр Олександрович[12].
55. 24 серпня 2024 року під час виконання бойового завдання в Курській області загинув Станкевич Мар’ян — сапер[23].
56. 25 серпня 2024 року в районі с. Мартинівка Суджанського району Курської області РФ загинув Романченко Ігор Вікторович — солдат десантно-штурмової роти[12].
57. 25 серпня 2024 року під час виконання бойового завдання на північно-східному напрямку загинув Лисенко Олег — сержант[24].
58. 26 серпня 2024 року під час виконання бойового завдання на північно-східному напрямку загинув Апанасенко Станіслав — солдат[24].
59. 26 серпня 2024 року поблизу с. Мартинівка Курської області загинув Сокальський Роман Володимирович — солдат, стрілець-помічник гранатометника[25].
60. 26 серпня 2024 року поблизу н. п. Черкаське Порічне Суджанського району Курської області загинув Конюк Едуард[26].
61. 26 серпня 2024 року поблизу н. п. Черкаське Порічне Суджанського району загинув Олексій Субота — гранатометник. Майже місяць вважався зниклим безвісти. Експертиза ДНК підтвердила його загибель[27].
62. 27 серпня 2024 року під час виконання бойового завдання на північно-східному напрямку загинув Куц Віктор — солдат[28].
63. 27 серпня 2024 року поблизу с. Вишньовка Курської області РФ загинув Лопатюк Роман Ігорович — солдат, номер обслуги першого протитанкового взводу, 103 ОБрТро[29].
64. 27 серпня 2024 року під час виконання бойового завдання поблизу н. п. Спальне загинув Валерій Толстой[30].
65. 27 серпня 2024 року під час виконання бойового завдання в Курській області загинув Волошин Микола — навідник-оператор 2 механізованої роти в/ч А0372[31].
66. 27 вересня 2024 року в районі н. п. Погребки Суджанського району Курської області загинув Євген Головченко, ДШВ[32].
67. 28 серпня 2024 року під час виконання бойового завдання в Курській області загинув Павлик Роман[33].
68. 29 серпня 2024 року під час виконання бойового завдання в Курській області загинув Вадим Байжанов, 22 ОМБр[34].
69. 30 серпня 2024 року поблизу с. Погребки Суджанського району Курської області Росії загинув Денисюк Сергій[35].
70. 30 серпня 2024 року в бою поблизу н. п. Черкаське Порічне Курської області РФ загинув Востриков Анатолій Вікторович — солдат[36].
71. 30 серпня 2024 року в бою поблизу н. п. Черкаське Порічне Курської області РФ загинув Дерновий Василь[37].
72. 30 серпня 2024 року під час виконання бойового завдання на північно-східному напрямку загинув Володимир Кривопуск — солдат[38].
73. 30 серпня 2024 року поблизу н. п. Погребки Суджанського району загинув Андрій Чернишов — стрілець-снайпер десантно-штурмового батальйону. Мобілізований 19 червня 2024 року[27].
74. 31 серпня 2024 року під час виконання бойового завдання в Курській області РФ загинув Матіюк Дмитро Васильович — матрос[39].
75. ?? серпня 2024 року під час виконання бойового завдання в Курській області РФ загинув Іванов Володимир — командир мотопіхотного взводу 152-ї ОМпБр[40].

#### Вересень 2024
1. 1 вересня 2024 року в районі с. Черкаська Конопелька отримав поранення Віктор Сабашук. Помер 9 вересня в Головному військовому шпиталі Києва[41].
2. 2 вересня 2024 року в районі с. Ольгівка Кореневського району Курської області РФ внаслідок удару ворожого FPV-дрона загинув Іванченко Олексій Іванович — молодший сержант, командир штурмового відділення[42].
3. 2 вересня 2024 року під час виконання бойового завдання на північно-східному напрямку загинув Модебадзе Герман — солдат[43].
4. 2 вересня 2024 року під час виконання бойового завдання на північно-східному напрямку загинув Максим Шириня — солдат, 95 ОАеМБр[27].
5. 3 вересня 2024 року під час виконання бойового завдання на північно-східному напрямку загинув Кравченко Денис — молодший сержант[44].
6. 3 вересня 2024 року біля н. п. Бондарівка Суджанського району Курської області загинув Гладан Василь Петрович[45].
7. 3 вересня 2024 року поблизу н. п. Черкаська Конопелька загинув Іван Чередниченко[46].
8. 3 вересня 2024 року поблизу с. Журавлі Курської області внаслідок удару дрона загинув Володимир Марченко, спеціалізована рота «Шквал» військової частини А7400[27].
9. 4 вересня 2024 року поблизу н. п. Погребки Курської області внаслідок артилерійського обстрілу загинув Погорілий Микола Ігорович — оператор-топогеодезист самохідного артилерійського взводу 44 ОАБр[47].
10. 4 вересня 2024 року на сумському напрямку загинув Рой Денис — сержант[44].
11. 4 вересня 2024 року в районі с. Миропільське Сумської області загинув Головань Сергій Васильович — сержант, медик, стрілець кулеметного взводу[42].
12. 4 вересня 2024 року районі н. п. Олександрівка Кореневського району Курської області загинув Романчук Петро Ігорович — стрілець-помічник гранатометника, 82 ОДШБр[48].
13. 4 вересня 2024 року поблизу н. п. Мала Локня Суджанського району загинув Сергій Комаров — молодший сержант, 95 ОАеМБр[49].
14. 4 вересня 2024 року поблизу н. п. Мала Локня Суджанського району загинув Ігор Горбач, навідник аеромобільного відділення[50].
15. 4 вересня 2024 року під час бойового завдання у Курській області загинув Павло Чаркін — старший лейтенант, командир мінометного взводу, 92 ОШБр. Мобілізований у березні 2022 року[49].
16. 4 вересня 2024 року на курському напрямку загинув Владислав Кішка[27].
17. 5 вересня 2024 року у районі н. п. Журавлі Курської області РФ загинув Бобов Дмитро — головний командир відділення 1-го кулеметного взводу 2-ї штурмової спеціалізованої роти «Шквал» 127 ОБрТрО[51].
18. 6 вересня 2024 року на курському напрямку загинув 46-річний Мацерук Андрій Адамович[52].
19. 6 вересня 2024 року під час виконання бойового завдання в районі н. п. Апанасівка Курської області загинув Андрій Сбітнєв[53].
20. 7 вересня 2024 року в бою поблизу н. п. Махнівка Курської області РФ загинув Семенюк Дмитро Миколайович — солдат[54].
21. 9 вересня 2024 року під час виконання бойового завдання в зоні бойових дій у Курській області РФ загинув старший солдат Помагайбіс Олександр Васильович — навідник.
22. 9 вересня 2024 року в лікарні в Сумах від поранень помер Євгеній Буткевич — снайпер десантно-штурмового батальйону[53].
23. 11 вересня 2024 року від поранення під час російського штурму поблизу н. п. Хітровка Суджанського району помер в шпиталі Сергій Хворост — солдат, 95 ОАеМБр. Мобілізований 22 червня 2024 року[27].
24. 12 вересня 2024 року під час виконання бойового завдання на північно-східному напрямку загинув Васильцов Олександр Леонідович — солдат, снайпер розвідувального відділення десантно-штурмового батальйону[55].
25. 12 вересня 2024 року під час виконання бойового завдання на північно-східному напрямку загинув Лятуринський Олександр Вячеславович — капітан, командир зенітної батареї[55].
26. 12 вересня 2024 року на курському напрямку внаслідок артилерійського обстрілу загинув Шубарт Андрій Станіславович — солдат, навідник десантно-штурмового відділення[56].
27. 12 вересня 2024 року на курському напрямку загинув Назарій Гаврилець — старший оператор групи спеціального призначення[57].
28. 13 вересня 2024 року у районі н. п. Обухівка Курської області загинув Петро Нуцковський, ДШВ[58].
29. 13 вересня 2024 року у районі н. п. Обухівка Курської області загинув Мартинюк Андрій Вікторович[59].
30. 15 вересня 2024 року на курському напрямку загинув Микола Коновалов, 95 ОАеМБр[60].
31. 15 вересня 2024 року поблизу н. п. Мала Локня Суджанського району Курської області загинув Володимир Міщенко — солдат, 95 ОАеМБр[27].
32. 17 вересня 2024 року на курському напрямку загинув Георгій Роїнішвілі — доброволець з Грузії[61].
33. 17 вересня 2024 року під час виконання бойового завдання на Сумщині загинув Богдан Омельяненко[62].
34. 20 вересня 2024 року під час виконання бойового завдання поблизу н. п. Козача Локня в Курській області загинув Ігор Лобасенко[63].
35. 20 вересня 2024 року під час виконання бойового завдання в районі н. п. Ольгівка Курської області загинув Роман Міщенко[63].
36. 21 вересня 2024 року на курському напрямку загинув Картовий Василь Сергійович — розвідник-сапер розвідувального взводу[56].
37. 24 вересня 2024 року на курському напрямку загинув Максим Гайдамак — командир відділення кулеметного взводу механізованого батальйону[64].
38. 24 вересня 2024 року поблизу Погребків Суджанського району загинув Сорока Олександр — старший сержант[65].
39. 26 вересня 2024 року в результаті артилерійського обстрілу в районі н. п. Руське Порічне Курської області загинув Ткач Володимир[66].
40. 26 вересня 2024 року в районі н. п. Веселе Курської області загинув Олександр Кулик — стрілець, 1-ша штурмова спеціалізована рота «Шквал»[67].
41. 26 вересня 2024 року в районі Ольговки Курської області загинув Дмитро Стовбиренко — рядовий[67].
42. 27 вересня 2024 року на північно-східному напрямку під час виконання бойового завдання загинув Гауліка Роман Олегович — солдат, номер обслуги кулеметного відділення.

#### Жовтень 2024
1. 1 жовтня 2024 року в районі с. Черкаське Порічне Курської області загинув Євгеній Мулько — старший стрілець. Мобілізований 1 липня 2024 року[68].
2. 2 жовтня 2024 року на курському напрямку загинув Олег Стасишин — командир стрілецького взводу, молодший лейтенант[69].
3. 2 жовтня 2024 року в бою поблизу н. п. Ольгівка загинув Олександр Двінський[69].
4. 3 жовтня 2024 року під час бойових дій біля н. п. Дар’їно Суджанського району загинув Володимир Врасій[70].
5. 6 жовтня 2024 року під час виконання бойового завдання в районі с. Нижній Клин Суджанського району загинув Скапа Сергій Володимирович — молодший сержант, командир відділення штабних машин взводу зв’язку десантно-штурмового батальйону[71].
6. 6 жовтня 2024 року, виконуючи бойове завдання в районі с. Павлівка Сумської області, загинув Пацюк Артем Вікторович — солдат, сапер[72].
7. 6 жовтня 2024 року в результаті отриманих поранень внаслідок атаки ворога FPV-дронами в Курській області загинув Козак Віталій В’ячеславович — механік-водій танка[64].
8. 7 жовтня 2024 року на курському напрямку загинув Володимир Піхотенко, ДШВ[73].
9. 8 жовтня 2024 року під час стрілецького бою в Курській області загинув Іван Яремин, 61 ОМБр[74].
10. 9 жовтня 2024 року на курському напрямку внаслідок ворожого снайперського обстрілу загинув Приходько Михайло Русланович[64].
11. 10 жовтня 2024 року в районі с. Миропільське Сумської області загинув Різік Костянтин Володимирович — солдат, водій протитанкового взводу Національної гвардії України[72].
12. 10 жовтня 2024 року в бою поблизу н. п. Ольгівка Курської області загинув Роман Левицький — молодший сержант[75].
13. 10 жовтня 2024 року між селами Олександрія та Зелений Шлях Курської області загинув Роман Хопта — лейтенант[76].
14. 11 жовтня 2024 року в районі с. Леонідово Суджанського району Курської області загинув Ткаченко Олександр Михайлович — солдат, стрілець десантно-штурмового відділення[72].
15. 11 жовтня 2024 року під час виконання бойового завдання в Курській області загинув Віталій Романович Процайло, 61 ОМБр[77].
16. 11 жовтня 2024 року під час виконання бойового завдання в Курській області загинув солдат Мельник Василь Михайлович[78].
17. 12 жовтня 2024 року на курському напрямку загинув Андрій Мохонько — лейтенант, начальник медицинської служби, 82 ОДШБр[79].
18. 12 жовтня 2024 року в бою біля Гоголівки Суджанського району Курської області загинув Євгеній Кушпіль[80].
19. 12 жовтня 2024 року біля населеного пункту Ольгівка Курської області загинув Геннадій Мозговий[50].
20. 14 жовтня 2024 року на курському напрямку загинув Зайнін Сергій Фаатович — солдат, оператор відділення протитанкових ракетних комплексів роти вогневої підтримки[78].
21. 15 жовтня 2024 року неподалік с. Новоівановка Суджанського району загинув Дмитро Таранець[81].
22. 15 жовтня 2024 року поблизу н. п. Свердликово Курської області загинув Ігор Борис Володимирович, А4270[82].
23. 15 жовтня 2024 року поблизу с. Погребки Суджанського району загинув Михайло Шариф (Остафійчук), 95 ОАеМБр[83].
24. 15 жовтня 2024 року у районі н. п. Кругленьке Курської області загинув Микола Фролов, А4576[84].
25. 16 жовтня 2024 року під час виконання бойового завдання на курському напрямку загинув Романенко Ярослав Олексійович — стрілець-снайпер десантно-штурмового батальйону[72].
26. 16 жовтня 2024 року в районі села Вікторівка Суджанського району Курської області загинув молодший сержант Мальований Олексій Іванович[78].
27. 18 жовтня 2024 року у Курській області загинув Антоненко Анатолій Анатолійович — солдат, водій механізованого взводу[78].
28. 19 жовтня 2024 року внаслідок скиду міни з безпілотника у Курській області загинув Володимир Баранов, 15-й мобільний прикордонний загін "Сталевий кордон"[85].
29. 19 жовтня 2024 року у Київській обласній лікарні помер Горбань Сергій Миколайович — солдат, механік-водій танку танкового взводу. Мобілізований у лютому 2023 року. Поранення, яке стало смертельним, отримав 11 вересня 2024 року в Курській області[78].
30. 20 жовтня 2024 року під час вогневого контакту з ворогом біля н. п. Ніколаєво-Дар'їно Курської області загинув Василь Вікторович Пелех — матрос, навідник 1-го відділення 1-го взводу 2-ї роти морської піхоти[86].
31. 20 жовтня 2024 року біля н. п. Николаєво-Дарїно Курської області загинув Сергій Юхимович Згоранець — сержант[87].
32. 20 жовтня 2024 року внаслідок масованого ворожого обстрілу КАБами позицій в районі с. Лебедєвка Суджанського району Курської області загинув солдат Дідик Сергій Миколайович[78].
33. 21 жовтня 2024 року під час виконання бойового завдання в районі н. п. Кругленьке Курської області загинув Юрій Лушеня[88].
34. 22 жовтня 2024 року у Курській області загинув Сергій Невиняк, 80 ОДШБр[89].
35. 24 жовтня 2024 року у Курській області під час евакуації поранених побратимів загинув Михальчук Максим Миколайович — молодший сержант, командир відділення десантно-штурмової бригади[90].
36. 25 жовтня 2024 року поблизу н. п. Погребки Суджанського району Курської області загинув Карабаджак Костянтин Миколайович[91].
37. 31 жовтня 2024 року поблизу н. п. Дар'їне Суджанського району під час атаки безпілотниками загинув Костянтин Подгорнов — старший солдат, морська піхота. Мобілізований 6 серпня 2024 року[92].

#### Листопад 2024
1. 5 листопада 2024 року в Курській області загинув Роман Велигорський[93].
2. 8 листопада 2024 року поблизу села Погребки Суджанського району загинув Юрій Сенчук — стрілець-снайпер, 95 окрема десантно-штурмова Поліська бригада. Мобілізований 13 травня 2024 року[70].
3. 8 листопада 2024 року в Курській області загинув Пліш Євгеній Геннадійович — солдат, снайпер розвідувального відділення десантно-штурмового батальйону. Мобілізований у серпні 2024 року[94].
4. 9 листопада 2024 року в Курській області загинув солдат Яременко Леонід Андрійович. Мобілізований у червні 2024 року[94].
5. 9 листопада 2024 року в районі хутора Перший Княжий Суджанського району Курської області РФ загинув Лісняк Андрій Вікторович — головний сержант, командир відділення зенітного артилерійського взводу[95].
6. 9 листопада 2024 року від ураження російського FPV-дрона поблизу населеного пункту Погребки Суджанського району Курської області загинув Василь Лютенко[50].
7. 13 листопада 2024 року на північно-східному напрямку внаслідок мінометного обстрілу загинув солдат Кузьмич Володимир Володимирович. Мобілізований у липні 2024 року[95].
8. 14 листопада 2024 року поблизу села Погребки Суджанського району загинув Бичовий Олександр Григорович[96].
9. 14 листопада 2024 року на північно-східному напрямку загинув Калайда Ігор Анатолійович — штаб-сержант, начальник групи розвідки відділення управління мінометної прикордонної застави[95].
10. 14 листопада 2024 року, виконуючи бойове завдання в районі села Новоіванівка Глушковського району Курської області РФ, загинув Піскун Юрій Сергійович — солдат, водій штурмового відділення[95].
11. 18 листопада 2024 року поблизу Погребків у Курській області загинув Роман Булавчик - головний сержант. Мобілізований 16 серпня 2024 року[97].
12. 23 листопада 2024 року у Курській області РФ загинув Олексій Попович[98].
13. 24 листопада 2024 року у Курській області РФ загинув Володимир Шелемін[99]
14. 25 листопада 2024 року в Сумській області загинув Врацлавський Сергій Володимирович — рядовий, водій мінометної батареї[100].
15. 26 листопада 2024 року на північно-східному напрямку внаслідок мінометного обстрілу загинув солдат Помогайбо Максим Борисович[101].
16. 27 листопада 2024 року на території Курської області РФ загинув Олександр Український[102].
17. 30 листопада 2024 року в районі села Погребки Курської області РФ внаслідок скиду дрона загинув Винарчук Віталій Олексійович — солдат, стрілець-снайпер десантно-штурмового відділення[101].
18. ?? листопада 2024 року у Курській області РФ загинув Ігор Шевченко[97].

#### Грудень 2024
1. 1 грудня 2024 року під час виконання бойового завдання на північно-східному напрямку загинув Рибічев Анатолій Вікторович — солдат, навідник механізованої роти[101].
2. 4 грудня 2024 року під час виконання бойового завдання в районі села Краснооктябрське Курської області РФ загинув Федоренко Роман Володимирович — сержант, командир машини механізованого батальйону[103].
3. 6 грудня 2024 року в районі села Загірське Сумської області загинув старший солдат Ястребков Микола Андрійович[101]
4. 7 грудня 2024 року на північно-східному напрямку загинув старший солдат Химочка Сергій Павлович[101]
5. 10 грудня 2024 року на території Курської області РФ загинув Соловей Євгеній Олександрович — солдат, гранатометник десантно-штурмового відділення[104].
6. 13 грудня 2024 року на північно-східному напрямку загинув Шаповал Анатолій Вікторович[105].
7. 13 грудня 2024 року на північно-східному напрямку загинув Шаповал Євгеній Анатолійович[105].
8. 14 грудня 2024 року в районі села Миколаєво-Дарʼїно Суджанського району Курської області РФ загинув Романюк Олександр Петрович — сержант ДПСУ [105].
9. 15 грудня 2024 року на сумському напрямку загинув Олійник Максим Олександрович[106].
10. 19 грудня 2024 року на курському напрямку загинув Василь Риженков, 37 років[107].
11. 20 грудня 2024 року на курському напрямку загинув Костянтин Олександрович Москалець, 1993 р.н[108].
12. 20 грудня 2024 року на території Курської області загинув розвідник-санітар розвідувальної роти 95 окремої десантно-штурмової Поліської бригади Володимир Угринюк[109].
13. 21 грудня 2024 року під час виконання бойового завдання поблизу села Руське Порічне Суджанського району РФ загинув Бондаренко Анатолій Анатолійович — солдат, стрілець-помічник гранатометника десантно-штурмової роти[110].
14. 22 грудня 2024 року під час виконання бойового завдання в районі села Погребки Суджанського району Курської області загинув Коваленко Андрій Валерійович — солдат, стрілець аеромобільного відділення[110].
15. 26 грудня 2024 року в районі виконання завдань за призначенням на північно-східному напрямку загинув Копнін Микола Сергійович — солдат, стрілець-помічник гранатометника[103].
16. 28 грудня 2024 року під час виконання бойового завдання на території Курської області РФ загинув Євлахов Андрій Олександрович[110].
17. 28 грудня 2024 року в районі села Погребки Суджанського району Курської області загинув Вовк Антон Сергійович — молодший сержант, командир відділення ударних БпЛА 95-ї окремої десантно-штурмової Поліської бригади[103].
18. 28 грудня 2024 року у лікарні Києва внаслідок важкого поранення помер Голінський Ігор Вікторович — солдат, стрілець-снайпер. Став до лав ЗСУ у жовтні 2024 року. Поранення, які стали смертельними, отримав внаслідок ракетного обстрілу позицій в районі села Руднівка Сумської області[103].

#### Січень 2025
1. 3 січня 2025 року внаслідок російського авіаудару в районі села Юнаківка Сумської області загинув солдат Дубовцев Ігор Анатолійович[103].
2. 3 січня 2025 року внаслідок російського авіаудару в районі села Юнаківка Сумської області загинув Хижняк Володимир Володимирович — солдат, навідник кулеметного спеціалізованого відділення[111].
3. 3 січня 2025 року в районі села Мала Локня Суджанського району Курської області РФ загинув Коломак Михайло Іванович — солдат, помічник гранатометника десантно-штурмового батальйону[103].
4. 3 січня 2025 року під час виконання бойового завдання на північно-східному напрямку загинув молодший сержант Криворотько Олександр Володимирович[103].
5. 4 січня 2025 року в районі села Кругленьке Суджанського району РФ загинув Кірій Ігор Сергійович — солдат, стрілець-снайпер 95-ї окремої десантно-штурмової Поліської бригади[103].
6. 5 січня 2025 року на північно-східному напрямку загинув Дудаладов Михайло Андрійович — солдат, стрілець-помічник гранатометника[103].
7. 5 січня 2025 року під час виконання бойового завдання на Курському напрямку загинув старший солдат Рижков Сергій Анатолійович[111]
8. 6 січня 2025 року на північно-східному напрямку внаслідок влучання ворожого дрона загинув солдат Рябов Денис Валентинович[103].
9. 6 січня 2025 року на північно-східному напрямку загинув Завалій Микола Федорович — солдат, навідник десантно-штурмового відділення[111].
10. 6 січня 2025 року під час виконання бойового завдання в районі села Стара Сорочинка Суджанського району Курської області РФ загинув Квітченко Олександр Сергійович — солдат, навідник десантно-штурмового батальйону[112].
11. 6 січня 2025 року під час виконання бойового завдання на північно-східному напрямку загинув солдат Пушкарьов Антон Євгенович[112].
12. 8 січня 2025 року в районі села Махнівка Суджанського району Курської області загинув Баля Руслан Антонович — молодший сержант, гранатометник штурмового відділення механізованої бригади[111].
13. 10 січня 2025 року в районі села Журавка Сумського області внаслідок артилерійського обстрілу загинув Ничипорович Євгеній Олександрович — солдат, гранатометник десантно-штурмової роти[111].
14. 11 січня 2025 року в районі села Орлівка Суджанського району Курської області РФ загинув Перебийніс Дмитро Васильович — солдат, стрілець десантно-штурмового відділення[112].
15. 11 січня 2025 року в районі села Орлівка Суджанського району Курської області РФ загинув Сушко Іван Іванович — солдат, гранатометник десантно-штурмового відділення[112].
16. 12 січня 2025 року під час виконання бойового завдання в районі села Козача Локня Суджанського району Курської області РФ загинув Семенов Руслан Михайлович — солдат, стрілець-помічник гранатометника десантно-штурмового відділення[113].
17. 13 січня 2025 року у Суджанському районі Курської області РФ загинув солдат Онопрієнко Віталій Миколайович[111]
18. 14 січня 2025 року на курському напрямку загинув лейтенант Олександр Макаренко, командир групи зв’язку та кібербезпеки штабу батальйону безпілотних систем[114].
19. 15 січня 2025 року під час виконання бойового завдання в районі села Куриловка Суджанського району Курської області РФ загинув солдат Хрєнов Віталій Юрійович[113].
20. 16 січня 2025 року в Київській обласній лікарні, внаслідок отриманих поранень при виконанні бойового завдання в Курській області, м. Суджа помер солдат Яркін Сергій В'ячеславович гранатометник  3-го механізованої відділення 2-го механізованого взводу 1-ї механізованої роти.
21. 22 січня 2025 року під час виконання бойового завдання в районі села Вікторівка Суджанського району Курської області РФ загинув Коваленко Данило Петрович — гранатометник десантно-штурмового батальйону[113].
22. 22 січня 2025 року внаслідок ураження ворожим дроном у Курській області РФ загинув Мар’єнко Володимир Олександрович — солдат, навідник розвідувального відділення[113].

### Росія

#### Серпень 2024
1. 5 серпня 2024 року в Курській області вбитий майор Смолкотин Юрий Александрович - прикордонник[115].
2. 6 серпня 2024 року в Курській області вбитий Юрій Скобелєв — молодший сержант, медик, 810-та бригада морської піхоти Чорноморського флоту РФ[116].
3. 6 серпня 2024 року в Курській області вбитий Іван Гришин — сержант[117].
4. 7 серпня 2024 року в Курській області вбитий 22-річний Микита Добринін[118].
5. 7 серпня 2024 року у бою біля села Плехово Суджанського району Курської області загинув 19-річний Данило Рубцов — строковик[119].
6. 7 серпня 2024 року в Курській області вбитий Сергій Анатолійович Кайзер[120].
7. 7 серпня 2024 року в Курській області вбитий Пьотр Олексійович Серов[121].
8. 7 серпня 2024 року в Курській області вбитий Юрий Орехов - прикордонник[115].
9. 7 серпня 2024 року в Курській області вбитий Милютин Юрий Михайлович - прикордонник[115]
10. 8 серпня 2024 року в Курській області вбитий Олексій Юрійович Будилів — лейтенант[122].
11. 8 серпня 2024 року в Курській області вбитий Данило Юрійович Данилов — молодший лейтенант[123].
12. 8 серпня 2024 року в Курській області вбитий Руслан Олегович Іскалієв — молодший сержант[124].
13. 8 серпня 2024 року в Курській області вбитий Олексій Іванович Смирнов — сержант[125].
14. 8 серпня 2024 року в Курській області вбитий Кирило Сергійович Перекрестов[126].
15. 8 серпня 2024 року в Курській області вбитий Богдан Романович Леонов[127].
16. 8 серпня 2024 року в Курській області вбитий Артьом Юрійович Туровцев[128].
17. 8 серпня 2024 року в Курській області вбитий Ростислав Ілліч Новоселов[129].
18. 9 серпня 2024 року в Курській області вбитий Сергій Дмитрович Шандр[130].
19. 9 серпня 2024 року в Курській області вбитий Руслан Геляжев, 810-та бригада морської піхоти Чорноморського флоту РФ[131].
20. 9 серпня 2024 року в Курській області вбитий Микола Линьков, 810-та бригада морської піхоти Чорноморського флоту РФ[131].
21. 9 серпня 2024 року в Курській області вбитий Василь Леонідович Кравченко — старший сержант[132].
22. 9 серпня 2024 року в Курській області вбитий Павло Сергійович Лемешів — рядовий, 30-й мотострілецький полк[133].
23. 9 серпня 2024 року в Курській області вбитий Станіслав Олександрович Матвеєв[134].
24. 9 серпня 2024 року в Курській області вбитий Станіслав Олександрович Яремчук[135].
25. 9 серпня 2024 року в Курській області вбитий Мыльников Максим - молодший сержант[115].
26. 10 серпня 2024 року в Курській області загинув Микола Олексійович Шульгін — підполковник, командир вертольота Ка-52, 440-й окремий вертолітний полк[136].
27. 10 серпня 2024 року в Курській області загинув Єрлан Галіханович Медєуов — капітан, штурман вертольота Ка-52, 440-й окремий вертолітний полк[137].
28. 11 серпня 2024 року в Курській області загинув Балітов Сергій Веллінгтонович, 1989 року народження[138].
29. 11 серпня 2024 року в Курській області загинув Стрельников Максим Юрьевич (9.11.1983). Нагороджений Орденом Мужества[115].
30. 12 серпня 2024 року у бою біля села Гір'ї Білівського району Курської області був вбитий Артьом Тимошенко, 810-та бригада морської піхоти Чорноморського флоту РФ[139].
31. 12 серпня 2024 року під час штурму села Мартинівка Суджанського району Курської області був ліквідований Андрій Яблоков[139].
32. 12 серпня 2024 року в Курській області загинув Прокушев Василий Петрович, гвардии ефрейтор[140]
33. 13 серпня 2024 року в селі Сафронівка Курської області вбитий Сергій Самсонов, 810-та бригада морської піхоти Чорноморського флоту РФ[141].
34. 13 серпня 2024 року в Курській області вбитий Аманкельди Мулякаєв — морпіх[142].
35. 14 серпня 2024 року в Курській області вбитий Олексій Костянтинович Єромасов[143].
36. 15 серпня 2024 року в Курській області загинув 21-річний Газіз Зіннатов — строковик[144].
37. 16 серпня 2024 року в Курській області вбитий Олексій Саульян, 810-та бригада морської піхоти Чорноморського флоту РФ[142].
38. 17 серпня 2024 року в Курській області вбитий Олег Михайлович Малишев[145].
39. 18 серпня 2024 року в Курській області вбитий Євген Сергійович Шишов[146].
40. 19 серпня 2024 року в Курській області вбитий Євген Черенщиков, 810-та бригада морської піхоти Чорноморського флоту РФ[117].
41. 19 серпня 2024 року в Курській області  від удара FPV-дрону Чебнев Сергей Владимирович (6.03.1979)[147]
42. 19 серпня 2024 року в Ольговке загинув Александр Пономарев, 810-та бригада морської піхоти Чорноморського флоту РФ[147]
43. 19 серпня 2024 року в Курській області Конгунов Эзен Алексеевич (10.01.1993), "Ахмат"[148]
44. 28 серпня 2024 року в Курській області вбитий Валентін Лисенко — рядовий, водій[117].
45. 28 серпня 2024 року в Курській області вбитий Лазарев Егор Андреевич[147]
46. 29 серпня 2024 року в Курській області вбитий Артьом Матуль — капітан, командир роти понтонно-мостового парку[149].
47. ?? серпня 2024 року біля села Каучук вбитий Микола Лук'янов[139].
48. ?? серпня 2024 року в Курській області вбитий В'ячеслав Паранюк — командир відділення розвідроти, 810-та бригада морської піхоти Чорноморського флоту РФ[139].
49. ?? серпня 2024 року в Курській області загинув 22-річний Георгій Ядерний[150].
50. ?? серпня 2024 року в Курській області вбитий Денис Будаєв — прапорщик, командир взводу мотострілецького полку[151].
51. ?? серпня 2024 року в Курській області загинув 22-річний Артьом Добродумський — строковик[151].
52. ?? серпня 2024 року в Курській області вбитий Віктор Окунев[151].
53. ?? серпня 2024 року в Курській області вбитий Айдамір Аннаєв[152].
54. ?? серпня 2024 року в Курській області загинув 19-річний Захар Соснін[153].

#### Вересень 2024
1. 5 вересня 2024 року в Курській області вбитий Олексій Олексійович Ліщук[154].
2. 5 вересня 2024 року в Курській області вбитий Бобылев Федор Александрович[147]
3. 5 вересня 2024 року в Курській області вбитий Железнов Анатолий (23.09.1982)[147]
4. 7 вересня 2024 року в Курській області вбитий Земеров Николай[147]
5. 8 вересня 2024 року в Курській області загинув 20-річний Михайло Смоляков[155].
6. 9 вересня 2024 року в районі Бирюково Курської області загинув Балданов Булат Бабуевич, старший сержант[147][156]
7. 9 вересня 2024 року в Курській області вбитий Плетнёв Евгений Сергеевич (8.12.1988)[147]
8. 11 вересня 2024 року в Курській області вбитий Калмыков Михаил Николаевич (3.04.1998)[147]
9. 13 вересня 2024 року в Курській області вбитий Микита Богачевський, 155-та окрема бригада морської піхоти[157].
10. 13 вересня 2024 року в Курській області вбитий Таймагыр Иван Лымнеевич
11. 13 вересня 2024 року в Курській області вбитий Сабо Павел Анатольевич (16.08.1974), 810-та бригада морської піхоти Чорноморського флоту РФ [147]
12. 15 вересня 2024 року в Курській області помер від поранень Вадим Фурсов[158].
13. до 16 вересня 2024 року в Курській області вбитий Сослан Кулумбегов[159].
14. 16 вересня 2024 року в Курській області вбитий Шевелëв Виталий Юрьевич (12.09.1991), служил в 11 отдельной гвардейской десантно-штурмовой бригаде[147].
15. 16 вересня 2024 року в Курській області вбитий Петро Петрович Болотін[160].
16. 17 вересня 2024 року в Курській області вбитий Корсунов Илья Андреевич (20.09.1999) [147]
17. 17 вересня 2024 року в Курській області вбитий Шумилов Валентин Дмитриевич (31.10.2005)[147]
18. до 19 вересня 2024 року в Курській області вбитий Антоніо Новоселов — лейтенант[161].
19. до 19 вересня 2024 року в Курській області вбитий Радмір Зайнуллін[161].
20. 17 вересня 2024 року с. Ивница Суджанского района Курской области від удара БПЛА загинув Артëмов Евгений Михайлович (9.06.1985). Полковник, заступник командира 83 отдельной гвардейской десантно-штурмовой бригады[162].
21. 22 вересня 2024 року в Курській області вбитий Дашиев Жаргал Дамдинович (16.09.1988). Гвардии сержант, командир миномета 1 расчёта взвода огневой поддержки 2 десантно-штурмового батальона 11 отдельной гвардейской десантно-штурмовой бригады[147].
22. до 23 вересня 2024 року в Курській області вбитий Сергій Крись — строковик[163].
23. до 23 вересня 2024 року в Курській області вбитий Тимур (Темо) Арсоєв[163].
24. 25 вересня 2024 року в Курській області вбитий Ренат Ісенгалієв[164].
25. 25 вересня 2024 року в Курській області вбитий Олексій Григор'єв — молодший сержант, командир взводу десантно-штурмового батальйону[165].
26. 26 вересня 2024 року в Курській області вбитий Джаліл Махмудов — молодший сержант[166].
27. 29 вересня 2024 року в Курській області вбитий Віктор Вікторович Карлов[167].
28. 30 вересня 2024 року в Курській області вбитий Євген Діденко[168].
29. ?? вересня 2024 року в Курській області вбитий Іслам Дударов, 810-та бригада морської піхоти Чорноморського флоту РФ[169].
30. ?? вересня 2024 року в Курській області вбитий Ушаков Виктор Андреевич. Служил в 11 гвардейской десантно-штурмовой бригаде под позывным «Племяш», младший сержант[147]
31. ?? вересня 2024 року в Курській області вбитий Яковлев Матвей Вячеславович (30.05.2003)[147]
32. ?? вересня 2024 року в Курській області вбитий Сергей Рогозин[147]
33. ?? вересня 2024 року в Курській області вбитий Руленков Евгений Олегович[147]
34. ?? вересня 2024 року в Курській області вбитий Калипский Александр Владимирович (6.01.1972). Служил в 56 отдельной гвардейской десантно-штурмовой Донской казачьей бригаде (лёгкой)[147].
35. ?? вересня 2024 року в Курській області вбитий Гавриков Сергей Николаевич (6.12.1996) [147].
36. ?? вересня 2024 року в Курській області вбитий Вашурин Денис Валерьевич[147]`

#### Жовтень 2024
1. 1 жовтня 2024 року в Курській області вбитий Дандар Дашидоржин — єфрейтор[170].
2. 2 жовтня 2024 року в Курській області вбитий Арсен Хетагович Хугаєв, 1999 року народження[171].
3. 7 жовтня 2024 року в Курській області вбитий Едуард Рафісович Сабіров — капітан[172].
4. 7 жовтня 2024 року в Курській області вбитий Хасанов Руслан Муртазоевич (18.06.1975), "Ахмат"[173].
5. 13 жовтня 2024 року в Курській області вбитий Олексій Володимирович Россінскій, 1983 року народження з Сімферополя[174].
6. 24 жовтня 2024 року в Курській області вбитий Євген Рева[175].
7. 25 жовтня 2024 року в Курській області вбитий Олексій Демченко[158].
8. 25 жовтня 2024 року вбитий рядовим Олександром Рябовим під час службової наради на СП в районі н. п. Кремяне Курської області Слепньов Дмитро Борисович — капітан, заступник командира 2-го мотострілецького батальйону, 810-та бригада морської піхоти[176].
9. до 28 жовтня 2024 року в Курській області вбитий Шіх-Емір Емірбеков — капітан ФСБ[175].

#### Листопад 2024
1. 2 листопада 2024 року при штурмі п. Погребки Курской области загинув Петров Данил Александрович (7.11.2002)[177].
2. 3 листопада 2024 року в Курській області загинув Пекшеев Сергей Николаевич (23.08.1976), ефрейтор[178].
3. до 1 листопада 2024 року в Курській області загинув 20-річний Костянтин Захарьонок — строковик[179].
4. 10 листопада 2024 року в районі м. Льгов Курській області загинув майор Грішин Віктор Іванович, 1969 року народження[180].
5. 14 листопада 2024 року в Курській області вбитий Дмитро Дарій — старший прапорщик прикордонної служби ФСБ[181].
6. 14 листопада 2024 року в Суджі, Курська область вбитий Сидоренко Игорь Владимирович (15.07.1984)[182].
7. до 16 листопада 2024 року в Курській області вбитий Олександр Саакян[183].
8. до 20 листопада 2024 року в Курській області вбитий Денис Вітковський[184].
9. 20 листопада 2024 року в Курській області вбитий Олександр Гарбузов — майор[169].
10. 21 листопада 2024 року в Курській області вбитий Денис Витковский (1994) [147]
11. 23 листопада 2024 року в Фатежском районі Курської області під час удару по С-400 вбитий старший лейтенант Печенкін Микита Миколайович 1998 року народження[185].
12. 23 листопада 2024 року в Курській області під час удару по С-400 вбитий Юсуф Кодзоєв — старший лейтенант[169].
13. до 28 листопада 2024 року в Курській області вбитий Руслан Валієв[169].

#### Грудень 2024
1. 9 грудня 2024 року в Курській області вбитий Сидора Максим Александрович (14.03.1986), старший матрос, 810 обрмп[186].
2. 22 грудня 2024 року біля н.п. Кругленькое Курської області загинув Гаврильев Михаил Васильевич (23.02.1989)[186].
3. 25 грудня 2024 року в Курській області вбитий Матвеев Сергей Николаевич (25.08.1980), 810 обрмп [186]
4. 28 грудня 2024 року в Курській області вбитий Бикузин Андрей Николаевич (7.08.1982), наводчик парашютно-десантного взвода 1 батальона 119 полка 106 дивизии[186]
5. 29 грудня 2024 року біля н.п. Кругленькое Курської області загинув Ситников Александр Михайлович (2.04.1978)[186].

#### 2025
1. 2 січня 2025 року в Курській області вбитий Вялых Дмитрий Анатольевич[186].
2. 10 січня 2025 року в районі н.п. Гуево Курської області загинув Цыдыпов Баир Дамбаевич (10.11.1976)[186].
3. 14 січня 2025 року в Курській області вбитий Милешин Николай Викторович (21.09.1983)[186].
4. 19 січня 2025 року в районі н.п. Махновка Курської області загинув Батуев Алексей Раднажапович (17.05.1972)[186].
5. 27 січня 2025 року біля н.п. Кругленькое Курської області загинув Ильичев Артём Михайлович (23.03.2003)[186].
6. 11 лютого 2025 року біля н.п.  Коммунар Курської області загинув Батомункуев Арсалан Балданович (17.01.2002)[186].
7. 8 березня 2025 року в Курській області вбитий Изибаев Денис Валерьевич (28.09.1992), 76 Псковська дивізія ВДВ[186].
8. 10 березня 2025 року в Курській області вбитий Гармаев Андрей Юрьевич (6.08.1990)[186].
9. 10 березня 2025 року в районі н.п. Черкасская Конопелька Суджанского района Курської області загинув Азаров Антон Юрьевич (13.11.1987)[186].
10. 11 березня 2025 року біля н.п. Княжий Курської області загинув Муляр Сергей Николаевич (30.09.1979).[186]
11. 25 березня 2025 року в Курській області вбитий Тивии Буян Тадар-оолович, 55 окрема гвардійська бригада[186].
12. 27 березня 2025 року в Курській області вбитий Клюквин Данила Алексеевич. 11 отдельная гвардейская десантно-штурмовая бригада ВДВ[186].
13. 8 квітня 2025 року біля н.п. Розлив Курської області загинув Гарипов Рустам Ильхамович (2.12.1994)[186].
14. 11 квітня 2025 року біля н.п. Лебедевка Курської області загинув Тодорхоев Денис Валерьевич (1.03.1986)[186].
15. ?? квітня 2025 року в Курській області вбитий Колесов Альберт Игоревич (16.11.1993)[186].
16. 24 квітня 2025 року від поранень, отриманих в Курській області 8.04.2025 помер Батомункуев Баир Содном-Ишиевич (14.01.1978), 11 десантно-штурмова бригада[186].
17. 11 квітня 2025 року біля н.п. Горналь Курської області загинув Головинов Илья Александрович (31.07.1999), лейтенант, 22 мотострелковий полк[186]
18. 4 травня 2025 року в Курській області вбитий Ягодаров Константин Вячеславович (14.03.1987)[186].